# Chevening
Chevening è un villaggio e parrocchia civile dell'Inghilterra, appartenente alla contea del Kent.
Il villaggio è famoso per la grandiosa residenza omonima, costruita a inizio Seicento, già dei Conti Stanhope che l'ultimo Conte (anche tredicesimo Conte di Chesterfield) donò alla nazione nel 1959 per farne una residenza ufficiale per un membro del governo come Chequers. Utilizzata di norma dal ministero degli esteri britannico.